# Långtjärnen (Sorsele socken, Lappland, 727874-158187)
Långtjärnen är en sjö i Sorsele kommun i Lappland och ingår i Umeälvens huvudavrinningsområde. Sjöns area är 0,04 kvadratkilometer och den befinner sig 345 meter över havet.